# Ephalophis greyae
Ephalophis greyae (північно-західна мангрова морська змія) — вид отруйних морських змій родини аспідових (Elapidae). Ендемік Австралії. Це єдиний представник монотипового роду Ephalophis.

## Опис
Довжина північно-західної мангрової морської змії (враховуючи хвіст) становить 66 см.

## Поширення і екологія
Північно-західні мангрові морські змії поширені вздовж північно-західного узбережжя Західної Австралії (від Кімберлі до затоки Шарк-Бей), в Торресовій протоці. Вони живуть на мілоководних прибережних рівнинах, в мангрових заростях та на мулистих мілинах в естуаріях, на глибині до 10 м. Шукають їжу в припливній зоні, виповзають на суходіл під час відпливів, заповзаючи в нори мулистих стрибунів. Живляться рибою та їх ікрою. Живородні.